# Citi Zēni
Citi Zēni é uma banda letã, formada em 2020 e constituída por Jānis Pētersons, Dagnis Roziņš, Reinis Višķeris, Krišjānis Ozols, Roberts Memmēns e Toms Kagainis.
A banda vai representar a Letónia no Festival Eurovisão da Canção 2022 com a música "Eat Your Salad".

## Discografia

### Álbuns
- "Suņi iziet ielās" (2021)

### Singles
- "Vienmēr kavēju" (2020)
- "Paradi kas tas ir" (2020)
- "Suņi iziet ielās" (2021)
- "Skaistās kājas" (2021)
- "Eat Your Salad" (2022)